# Dudu (król akadyjski)
Dudu – król z dynastii akadyjskiej. Jego panowanie (ok. 2188-2169 p.n.e.) położyło kres 3-letniemu okresowi anarchii, który objął imperium akadyjskie po śmierci króla Szar-kali-szarri w roku 2193 p.n.e. Podczas swoich rządów zdołał uporządkować państwo i przekazać koronę swojemu synowi Szu-durulowi. Jego imię zostało odnalezione na inskrypcjach w mieście Nippur.